# Mychajlo Levyckyj
Mychajlo Levyckyj (Oekraïens: Михайло Левицький, Pools: Michał Lewicki) (Lanczyn (oblast Ivano-Frankivsk), 16 augustus 1774 - Univ laura, 14 januari 1858) was een geestelijke van de Oekraïense Grieks-katholieke Kerk en een kardinaal van de Rooms-Katholieke Kerk.
Levyckyj werd in 1798 tot priester gewijd. Op 20 september 1813 werd hij benoemd tot bisschop van Przemyśl. Zijn bisschopswijding vond in hetzelfde jaar plaats.
Op 8 maart 1816 werd Levyckyj benoemd tot aartsbisschop-metropoliet van Lviv en primaat van de Oekraïense Grieks-katholieke Kerk. Hij was de opvolger van Antoni Angelowicz die in 1814 was overleden.
Op het consistorie van 16 juni 1856 werd Levyckyj kardinaal gecreëerd door paus Pius IX, met de rang van kardinaal-priester. Hij kon om gezondheidsredenen echter niet bij het consistorie in Rome aanwezig zijn, en hij kreeg ook geen titelkerk toegewezen.
Levyckyj overleed op 14 januari 1858 in de Univ laura (oblast Lviv), de enige laura van de Oekraïense Grieks-katholieke Kerk.
- Gemeinsame Normdatei: 117670634
- International Standard Name Identifier: 0000 0001 1025 9815
- Nationale Bibliotheek van Tsjechië: js2007397161
- Virtual International Authority File: 45086273
- WorldCat: E39PBJbGQ6dhQPTQRbBxXdpByd